# Pauline Stey
Pauline Stey (9 de septiembre de 2001) es una deportista de Francia que compite en atletismo. Ganó una medalla de plata en el Campeonato Europeo de Atletismo Sub-23 de 2021, en la prueba de 20 km marcha.